# Mike Wolfs
Mike Wolfs (Mississauga, 2 de setembro de 1970) é um velejador canadense, medalhista olímpico. Ele competiu nos Jogos Olímpicos de Verão de 2004 na classe Star e conquistou a medalha de prata ao lado de Ross MacDonald. Nos Jogos Pan-americanos de 2007, no Rio de Janeiro, garantiu a medalha de bronze na classe J/24.